# Heribert Rau
Pour les articles homonymes, voir Rau.
Heribert Marquard Philip Joseph Rau (né le 11 février 1813 à Francfort-sur-le-Main, mort le 26 septembre 1876 à Offenbach-sur-le-Main) est un prêtre et théologien chrétien allemand.

## Biographie
Rau apprend le commerce à Francfort et est cofondateur de la communauté unitarienne de Francfort en 1844 et bientôt après chef du mouvement de libre religion (de) à Francfort. Il obtient la maturité pour étudier la théologie à l'université de Heidelberg. Il se marie à Heidelberg et devient le père de deux enfants. Après l'obtention de son diplôme, il devient prédicateur de l'église schismatique des Catholiques allemands à Stuttgart et en 1849 à Mannheim. Il écrit des ouvrages de libre religion.
En 1856, il est mis à l'écart de la communauté de tendance orthodoxe et repart à Francfort. Il se consacre simplement à la littérature jusqu'en 1868, quand il devient prédicateur et professeur de religion au sein de la communauté des Catholiques allemands d'Offenbach-sur-le-Main. Il occupe ces fonctions jusqu'en 1874.
Son œuvre de 103 volumes est très variée et comprend des poèmes philosophiques, théologiques et historiques, des livrets d'opéra (comme celui de Die sicilianische Vesper de P. J. von Lindpaintner), des romans, des nouvelles…
Il est membre de la loge maçonnique Sokrates zur Standhaftigkeit.
Son essai Neue Stunden der Andacht zur Beförderung wahrer Religiösität lui vaut en 1857 d'être inscrit à l'Index librorum prohibitorum par l'Église catholique romaine.